# Embalse de Beniarrés

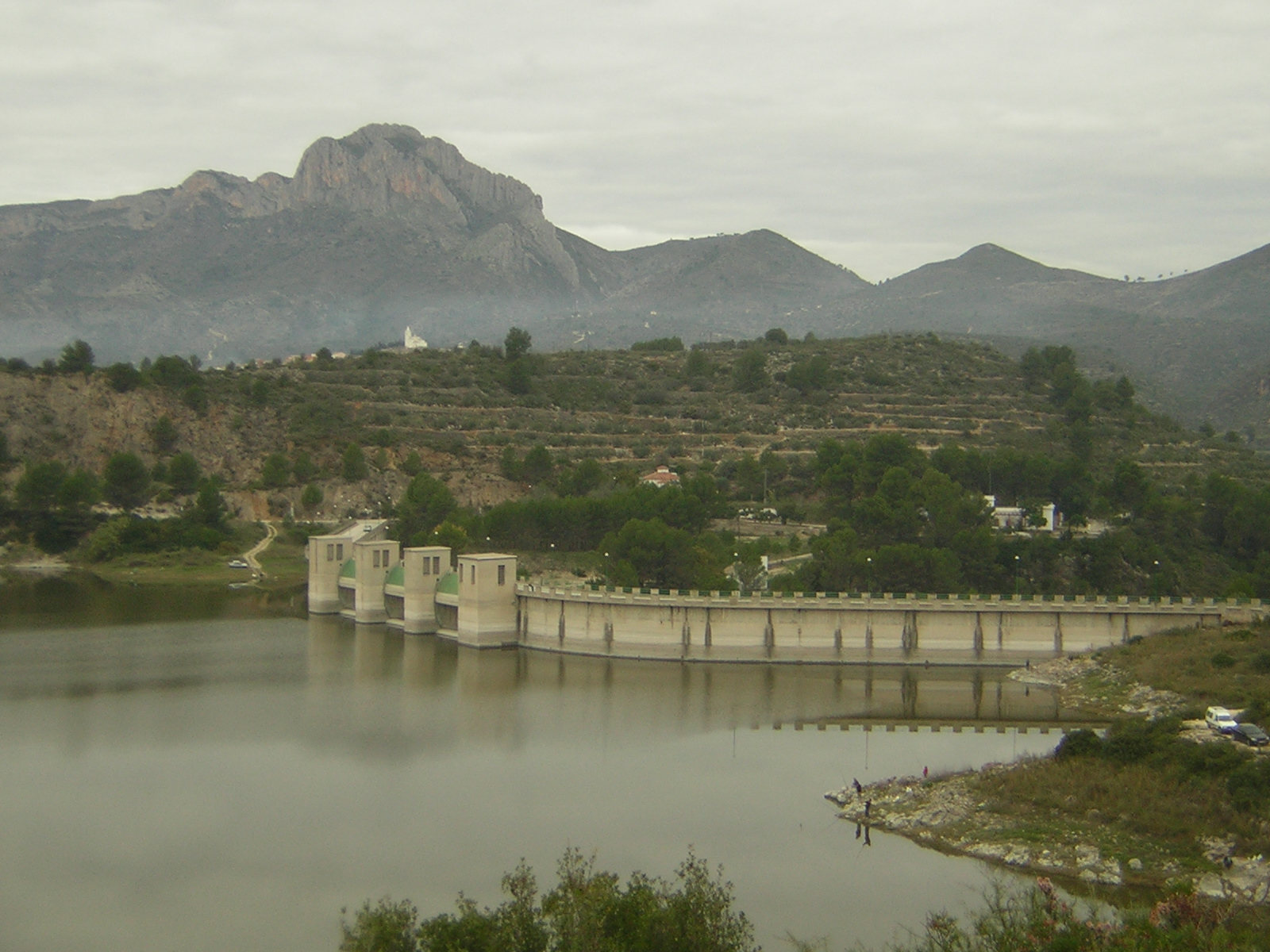
Presa del embalse de Beniarrés.

El embalse de Beniarrés se encuentra situado entre los municipios de Beniarrés y Planes de la Baronía, término municipal donde se encuentra la gran parte del embalse, en la provincia de Alicante (España).
Se construyó en el año 1958 en el cauce del río Serpis, ocupa una superficie de 268 hectáreas, con una capacidad máxima de 30 hm³. Tiene una presa de gravedad de 53 m de altura, con aliviadero de compuertas de 1000 m³/s de capacidad.
La pesca está permitida. Se pesca carpa y black bass, también se permite la navegación.
Este pantano pertenece a la Confederación Hidrográfica del Júcar y sus aguas se destinan al riego de la huerta de la Safor.

## Galería de imágenes

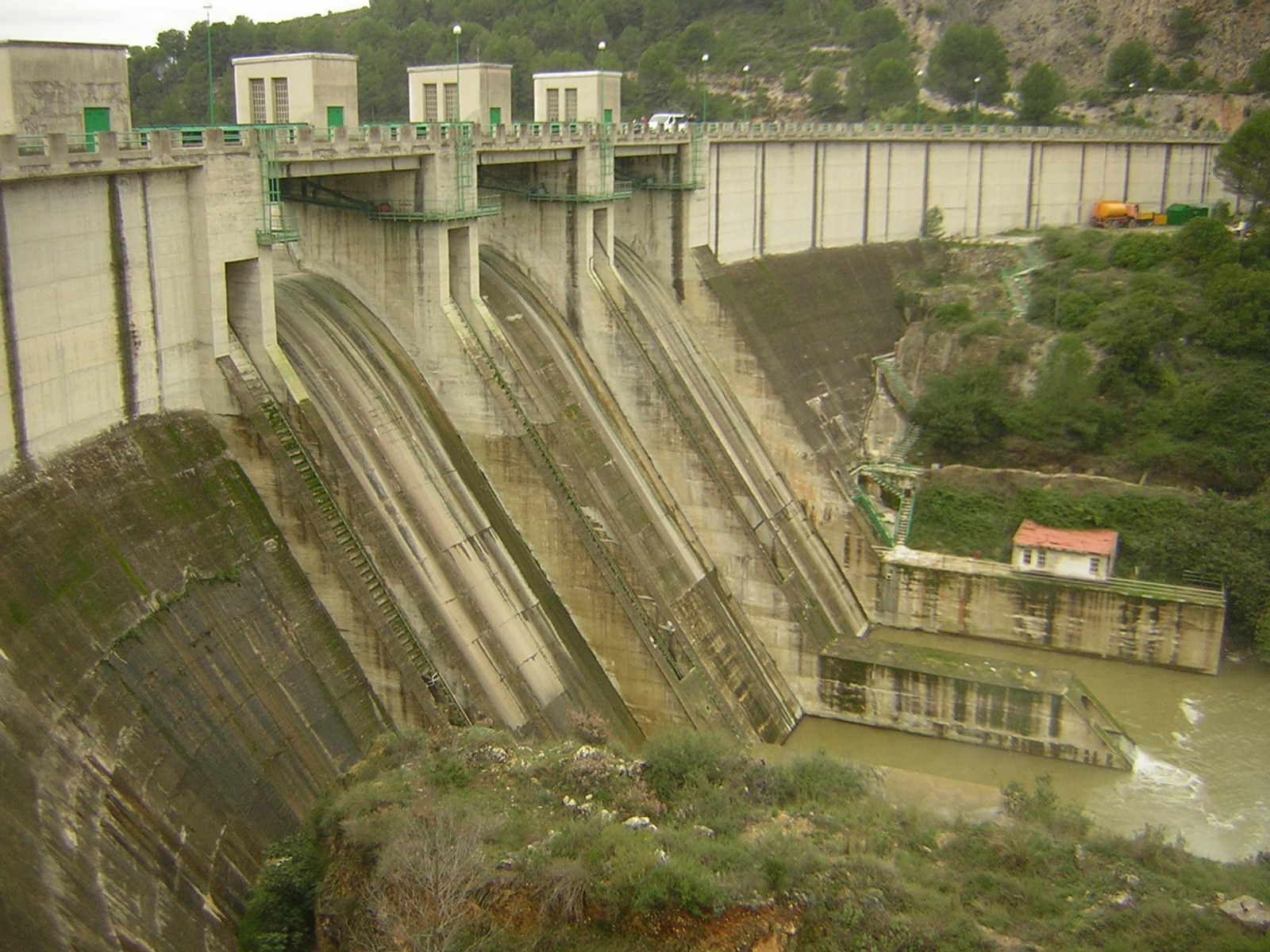
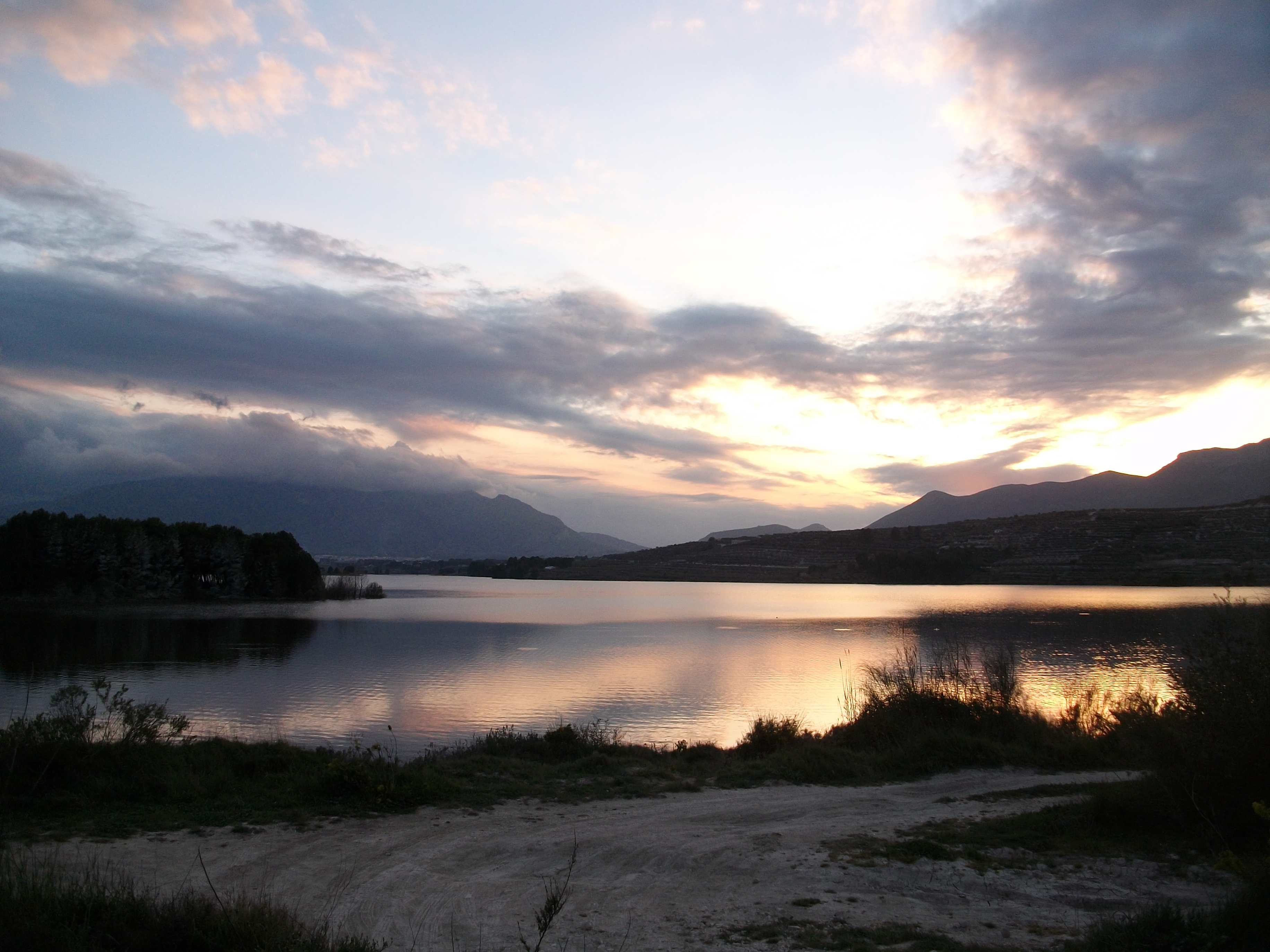
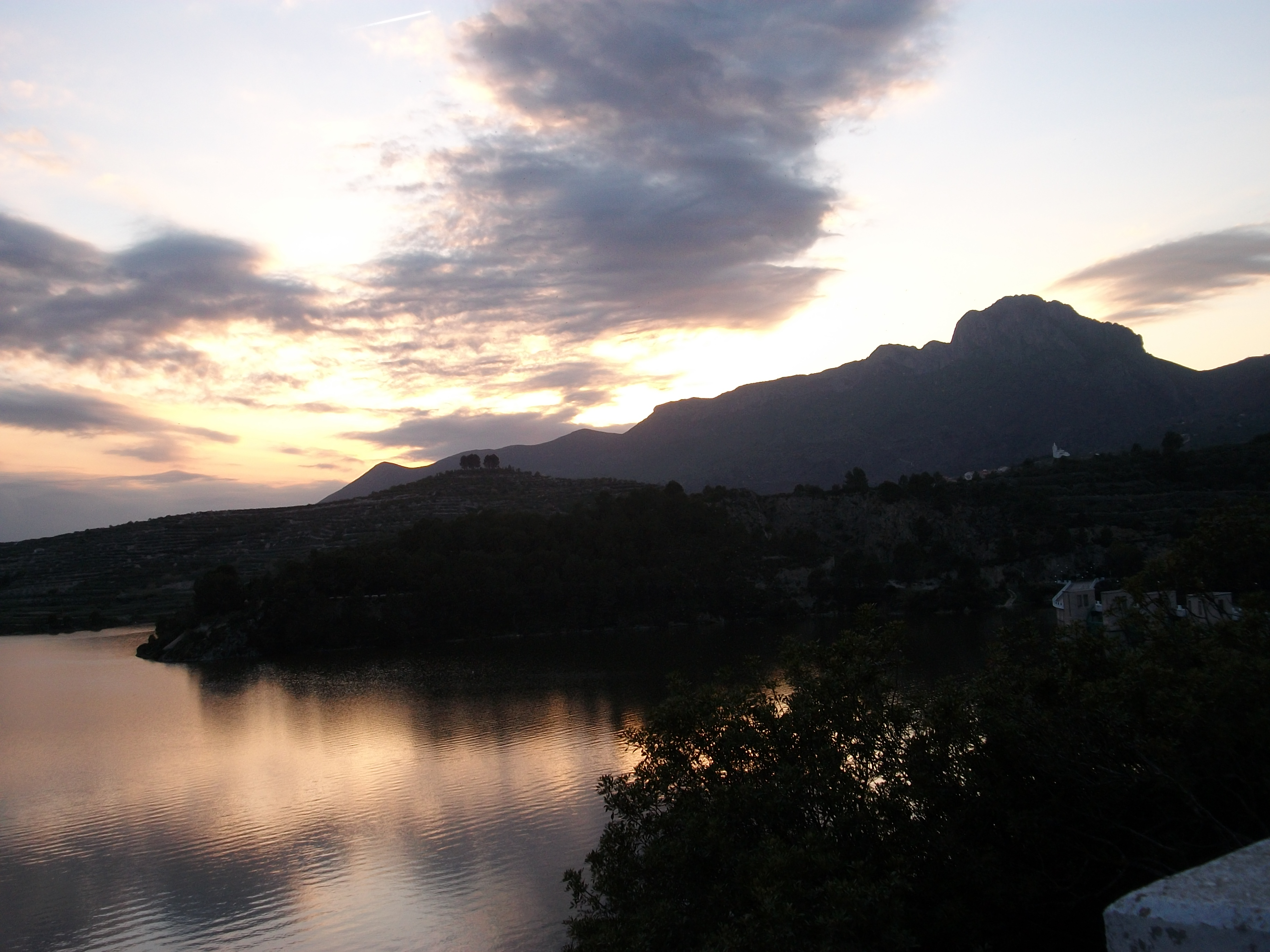
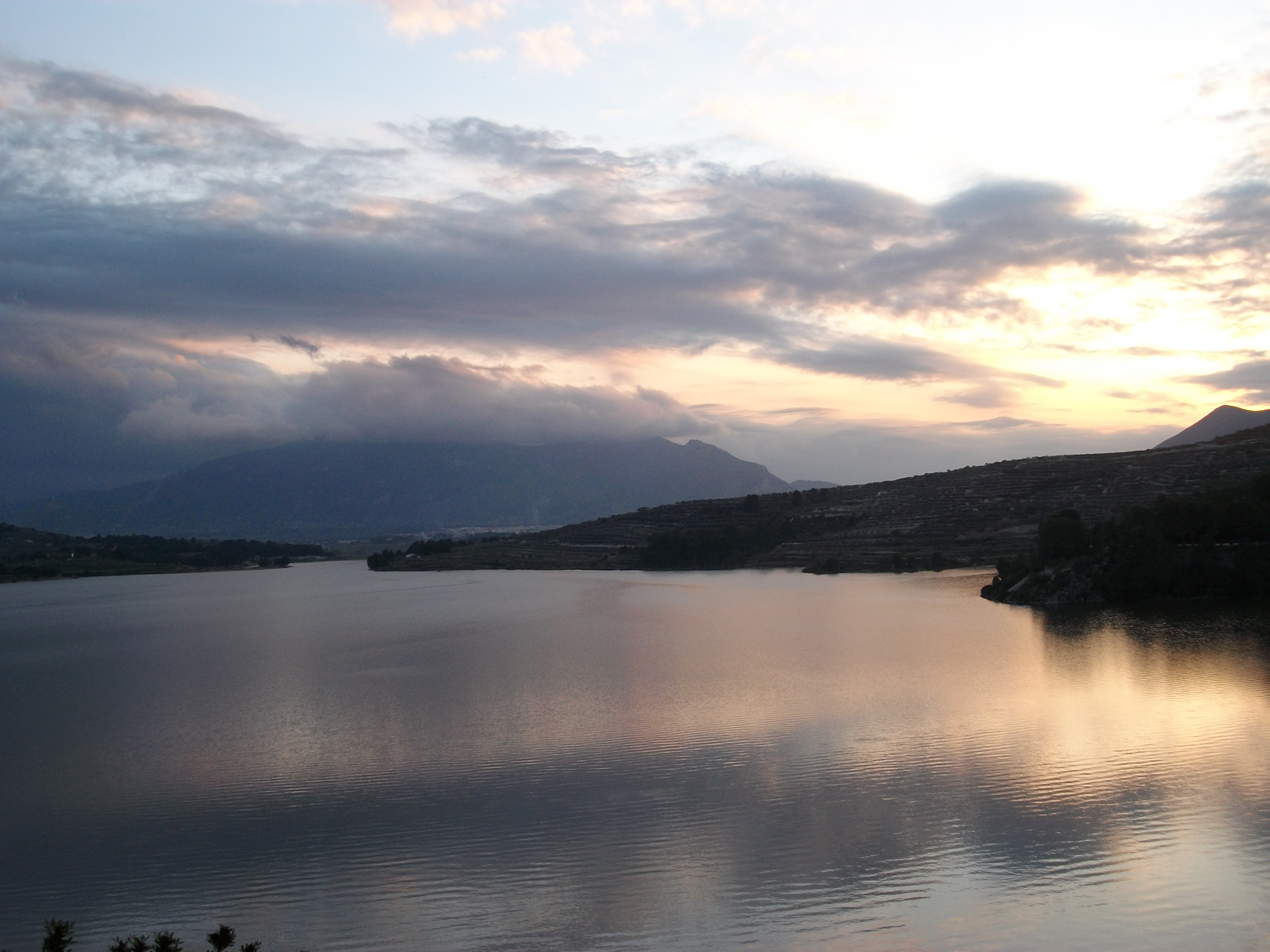